# Kubai ökörszem
A kubai ökörszem (Ferminia cerverai) a madarak osztályának verébalakúak (Passeriformes) rendjébe és az ökörszemfélék (Troglodytidae) családjába tartozó Ferminia nem egyetlen faja.

## Előfordulása
Kuba területén honos.

## Megjelenése
Testhossza 16 centiméter. Hasa fehér, míg testének felső része fahéjbarna, gesztenyebarna foltokkal.

## Természetvédelmi helyzete
A 19. században még kifejezetten gyakorinak volt mondható. Később állományai egyre jobban fogyatkoztak az emlős ragadozók miatt. A becsült egyedszám ingadozó, de valószínűleg 1000-1200 egyed.